# Akiko Tsuruga
Akiko Tsuruga (敦賀明子, Tsuruga Akiko) est une compositrice de Jazz, organiste Hammond (Hammond B-3) et pianiste japonaise, originaire d’Osaka.

## Biographie
Elle naît à Osaka, où ses parents lui offrent un petit orgue alors qu’elle a trois ans. Elle commence à jouer des standards de jazz dès son plus jeune âge. Pendant son adolescence, elle découvre les organistes de jazz Jimmy Smith, Charles Earland, Jack McDuff, Jimmy McGriff et Dr. Lonnie Smith.
Diplômée du Osaka College of Music, elle s’installe à New York en 2001. Elle y suit les enseignements de Dr. Lonnie Smith. Parallèlement à sa carrière de soliste, elle joue en tant que musicienne accompagnatrice dans plusieurs formations new-yorkaises, et rejoint le saxophoniste Lou Donaldson en 2007.

## Discographie
- Harlem Dreams avec Grady Tate (2004, M&I)
- Sweet and Funky (2006, M&I ; 2007, 18th & Vine ; 2018, AT Records)
- St. Louis Blues (2007, Mojo)
- NYC Serenade avec Jimmy Cobb (2008, Mojo)
- Oriental Express (2009, 18th & Vine)
- Sakura (2011, 1-2-3-4 GO ; American Showplace Music)
- Commencement avec Jeff Hamilton et John Hart (2014, Somethin' Cool/DIW ; AT Records)
- Pelham Parkway avec Kevin Golden Trio (2016, Kevin Golden Productions)
- So Cute, So Bad avec Jeff Hamilton et Graham Dechter (2017, Somethin' Cool/DIW ; AT Records)
- Pride & Joy avec Lioness (groupe féminin) (2019, Posi-Tone)
- Equal Time avec Jeff Hamilton et Graham Dechter (2019, Capri)
- Beyond Nostalgia (2024, SteepleChase)[2]